# Vydrická brána
Vydrická brána byla jednou ze čtyř bratislavských městských bran. Nacházela se u dómu svatého Martina, na konci Panské ulice. Název je odvozen z její polohy, protože za ní se rozkládala osada Vydrica. Nachází se zde zachovaná část městského opevnění, zbytky bašt a strážních věží, které byly později přebudovány na obytné domy nebo se do nich začlenily.